# Emilíana Torrini
Emilíana Torrini Davíðsdóttir (Kópavogur, 16 maggio 1977) è una cantautrice islandese di origini italiane, nota per il suo album di debutto mondiale Love in the Time of Science.

## Biografia

### Esordi in Islanda
Italo-islandese cresciuta a Kópavogur, inizia ad accostarsi alla musica tramite il nonno, un pianista jazz. A sette anni entra in un coro come soprano e a quindici si iscrive ad una scuola di lirica. Nel 1994 vince un concorso musicale riservato a studenti locali chiamato Söngkeppni framhaldsskólanna, in cui canta I Will Survive. Quindi partecipa alla versione islandese del musical Hair ed entra a far parte di un gruppo, gli Spoon, con cui pubblica un omonimo disco.
Nel 1995 pubblica una raccolta di cover intitolata Crouçie D'Où Là, gioco di parole basato sulla trascrizione in francese del vezzeggiativo islandese "krúsídúlla", ossia "bambina adorabile". L'anno successivo pubblica una nuova raccolta di cover intitolata Merman che, tuttavia, non riscuote molto successo. In questo lavoro vengono rifatte canzoni, tra le altre, di Stevie Wonder, Lou Reed e Tom Waits.
Una volta accostatasi alla musica elettronica, presta la propria voce a vari brani di artisti islandesi e non solo, comparendo anche in numerose compilation, tra cui Stone Free. Nel 1997 partecipa ad un cortometraggio con i GusGus e canta nel loro album di debutto Polydistortion.

### Carriera internazionale
Nel frattempo viene avvicinata dalla label inglese One Little Indian e nel 1999 si trasferisce a Londra per registrare con Roland Orzabal (Tears for Fears). A cofirmare il debutto internazionale di Torrini ci saranno, oltre a Orzabal, anche EG White e l'ex Sugarcubes Siggi Baldursson. Nel 2000 viene pubblicato Love in the Time of Science, un album dai contorni trip hop che abbraccia ritmiche downtempo e intermezzi di distorsioni e chitarre. All'album collaborano anche gli Slowbow in Flirt.
L'album conquista i favori di pubblico e critica e la Torrini intraprende un tour con i Thievery Corporation. Nel 2002 collabora con il duo statunitense cantando in due brani dell'album The Richest Man in Babylon. Nello stesso anno canta in una traccia di Bunkka di Paul Oakenfold e debutta nel mondo del cinema interpretando The Gollum's Song per la colonna sonora del film di Peter Jackson Il Signore degli Anelli - Le due torri. Inoltre scrive la canzone Slow di Kylie Minogue, inserita nell'album Body Language (2003), che si guadagna una nomination ai 47º Grammy Awards. Nel 2005 fa parte della giuria della Mostra internazionale d'arte cinematografica di Venezia.
Dopo l'improvvisa morte del fidanzato, si trasferisce a Brighton, dove conosce il produttore Mr. Dan (aka Dan Carey), già membro dei Lazyboy. Dopo aver firmato per la Rough Trade, pubblica nel 2005 l'album Fisherman's Woman, accompagnato dal singolo Sunny Road. Il disco ottiene numerosi riconoscimenti all'Íslensku tónlistarverðlaunin e vanta la collaborazione, oltre che di Dan Carey, anche di Bill Callahan. Nel settembre 2008 viene pubblicato Me and Armini, definito dalla stessa artista "un disco di transizione". Anche in questo lavoro c'è la mano di Dan Carey che, con la sua chitarra, regala diverse atmosfere blues.

### Anni 2010
Dopo il successo di Me and Armini, la One Little Indian pubblica una doppia raccolta intitolata Rarities e contenente i singoli di Love in the Time of Science in diverse versioni. Nel 2011 ha prestato la sua voce per la canzone White Rabbit, contenuta nella colonna sonora del film Sucker Punch. Prende parte al singolo Moi moi del cantautore francese Albin de la Simone, pubblicato a febbraio 2013 nell'album Un Homme. Nel giugno successivo è la volta di Tookah, quarto disco a diffusione internazionale. Il titolo del disco significa "essenza personale". Il disco, prodotto come i precedenti da Dan Carey, è prodotto dalla Rough Trade e contiene il singolo Speed of Dark.

## Discografia

### Album in studio
- 1994 - Spoon
- 1995 - Crouçie d'Où La
- 1996 - Merman
- 1999 - Love in the Time of Science
- 2005 - Fisherman's Woman
- 2008 - Me and Armini
- 2013 - Tookah
- 2016 - The Colorist & Emiliana Torrini [Live]
- 2023 - Racing the Storm

### Raccolte
- 2000 - Rarities

### EP
- 2009 - Me and Armini EP

### Singoli
- 1999 - "Dead Things"
- 1999 - "Baby Blue"
- 1999 - "To Be Free"
- 2000 - "Easy"
- 2000 - "Unemployed in Summertime"
- 2001 - "To Be Free" (reissue)
- 2004 - "Lifesaver"
- 2005 - "Sunny Road"
- 2005 - "Heartstopper"
- 2008 - "Me and Armini"
- 2008 - "Big Jumps"
- 2009 - "Jungle Drum"
- 2013 - "Speed of Dark"